# Brown Sugar
Brown Sugar is het openingsnummer en eerste single van het album Sticky Fingers, uit 1971 van de Britse rockband The Rolling Stones. In Rolling Stones lijst van "The 500 Greatest Songs of All Time" uit 2003 stond dit nummer op 490.
Hoewel het officieel geschreven is door Richards en Jagger, was Brown Sugar vooral het werk van Mick Jagger, die het nummer schreef tijdens de opnames van de film Ned Kelly, 1969. Het nummer werd opgenomen in drie dagen in december 1969, maar kon niet worden uitgebracht vanwege juridische problemen met het vorige label van de Stones. Het werd wel al op het beruchte Altamont-concert gespeeld.
Het lied, met zijn prominente blues-rock-riffs, dubbele hoorn/gitaar-instrumentale break, en dansbare rockritmes, is vertegenwoordiger van de tijd waarin Mick Taylor als gitarist bij de Stones speelde. Toch is het nummer vanwege teksten veel bekritiseerd. Zo mochten de Stones het in 2006 bij hun eerste concert in China niet spelen.
Bob Dylan coverde het nummer in 2002.

## B-kant
Hoewel in de versie die in de Amerika op de B-kant alleen het nummer Bitch stond, stond op de versie die in Engeland is uitgegeven niet alleen dat nummer, maar ook een livecover van het nummer Let It Rock van Chuck Berry. Deze is in 1971 in de Universiteit van Leeds opgenomen.

## Nummer 1-hit
Brown Sugar werd uiteindelijk uitgegeven in mei 1971, het werd een nummer 1-hit in Amerika en belandde op nummer 2 in Engeland. Live veranderde Jagger de tekst vaak een beetje. Brown Sugar was de eerste single onder het label Rolling Stones Records. Op de tours na Sticky Fingers werd het nummer vaak gespeeld.
Brown Sugar belandde op de live-albums Love You Live, Flashpoint, Live Licks en Shine A Light. Ook stond het op de verzamelalbums Hot Rocks, 40 Licks, Jump Back (the best of the Rolling Stones), The London Years en Grrr! The Greatest Hits.
In Nederland was het de vierde nummer 1-hit voor de Rolling Stones, na (I can't get no) Satisfaction, Paint It, Black en We Love You. Daarna zou er nog een komen, namelijk Angie.
De inspiratie voor het nummer kwam van de zwarte achtergrondzangeres Claudia Lennear. Het rocknummer kent serieuze ondertoon en is gebaseerd op slaven die vanuit Afrika in New Orleans terechtkwamen.

## Hitnoteringen

### Nederlandse Top 40
| Hitnotering: 01-05-1971 t/m 10-07-1971 | Hitnotering: 01-05-1971 t/m 10-07-1971 | Hitnotering: 01-05-1971 t/m 10-07-1971 | Hitnotering: 01-05-1971 t/m 10-07-1971 | Hitnotering: 01-05-1971 t/m 10-07-1971 | Hitnotering: 01-05-1971 t/m 10-07-1971 | Hitnotering: 01-05-1971 t/m 10-07-1971 | Hitnotering: 01-05-1971 t/m 10-07-1971 | Hitnotering: 01-05-1971 t/m 10-07-1971 | Hitnotering: 01-05-1971 t/m 10-07-1971 | Hitnotering: 01-05-1971 t/m 10-07-1971 | Hitnotering: 01-05-1971 t/m 10-07-1971 | Hitnotering: 01-05-1971 t/m 10-07-1971 |
| Week                                   | 1                                      | 2                                      | 3                                      | 4                                      | 5                                      | 6                                      | 7                                      | 8                                      | 9                                      | 10                                     | 11                                     |                                        |
| -------------------------------------- | -------------------------------------- | -------------------------------------- | -------------------------------------- | -------------------------------------- | -------------------------------------- | -------------------------------------- | -------------------------------------- | -------------------------------------- | -------------------------------------- | -------------------------------------- | -------------------------------------- | -------------------------------------- |
| Nummer                                 | 15                                     | 5                                      | 4                                      | 2                                      | 1                                      | 1                                      | 2                                      | 6                                      | 13                                     | 23                                     | 39                                     | uit                                    |

### Daverende Dertig
| Hitnotering: 01-05-1971 t/m 03-07-1971 | Hitnotering: 01-05-1971 t/m 03-07-1971 | Hitnotering: 01-05-1971 t/m 03-07-1971 | Hitnotering: 01-05-1971 t/m 03-07-1971 | Hitnotering: 01-05-1971 t/m 03-07-1971 | Hitnotering: 01-05-1971 t/m 03-07-1971 | Hitnotering: 01-05-1971 t/m 03-07-1971 | Hitnotering: 01-05-1971 t/m 03-07-1971 | Hitnotering: 01-05-1971 t/m 03-07-1971 | Hitnotering: 01-05-1971 t/m 03-07-1971 | Hitnotering: 01-05-1971 t/m 03-07-1971 | Hitnotering: 01-05-1971 t/m 03-07-1971 |
| Week                                   | 1                                      | 2                                      | 3                                      | 4                                      | 5                                      | 6                                      | 7                                      | 8                                      | 9                                      | 10                                     |                                        |
| -------------------------------------- | -------------------------------------- | -------------------------------------- | -------------------------------------- | -------------------------------------- | -------------------------------------- | -------------------------------------- | -------------------------------------- | -------------------------------------- | -------------------------------------- | -------------------------------------- | -------------------------------------- |
| Nummer                                 | 20                                     | 5                                      | 3                                      | 1                                      | 1                                      | 2                                      | 6                                      | 7                                      | 12                                     | 18                                     | uit                                    |

### NPO Radio 2 Top 2000
| Nummer met noteringen in de NPO Radio 2 Top 2000 | '99 | '00 | '01 | '02 | '03 | '04 | '05 | '06 | '07 | '08 | '09 | '10 | '11 | '12 | '13 | '14 | '15 | '16 | '17 | '18 | '19 | '20 | '21 | '22  | '23  | '24 |
| ------------------------------------------------ | --- | --- | --- | --- | --- | --- | --- | --- | --- | --- | --- | --- | --- | --- | --- | --- | --- | --- | --- | --- | --- | --- | --- | ---- | ---- | --- |
| Brown Sugar                                      | 351 | 647 | 564 | 517 | 434 | 533 | 590 | 465 | 575 | 508 | 631 | 611 | 624 | 465 | 627 | 669 | 741 | 729 | 824 | 924 | 847 | 888 | 897 | 1003 | 1055 | 884 |

1. ↑  Een vetgedrukt getal geeft de hoogste notering aan.